# HD 3992
HD3992 — хімічно пекулярна зоря спектрального класу A3, що має видиму зоряну величину в
смузі V приблизно  7.7.
Вона  розташована на відстані близько 918.8 світлових років від Сонця.

## Пекулярний хімічний вміст
Зоряна атмосфера HD3992 має підвищений вміст 
Si
.